# Heinz Werner (Bibliothekar)
Heinz Werner (* 30. Januar 1921 in Berlin; † 10. Februar 1997 ebenda) war ein deutscher Bibliothekar.

## Leben
Werner absolvierte eine Ausbildung als Elektrotechniker bei Siemens. Er war Soldat im Zweiten Weltkrieg. Danach studierte er Jura und wurde 1949 Referent für Rechtsfragen in der Berliner Stadtbibliothek. Von 1951 bis 1991 war er Direktor der Bibliothek. Während seiner 40-jährigen Amtszeit  wurde die Berliner Stadtbibliothek zu der am meisten in Anspruch genommenen wissenschaftlichen Allgemeinbibliothek Ost-Berlins und zu einem Kultur- und Literaturzentrum mit Ausstellungen, einem Urania-Vortragszentrum und dem Berliner Schallplattentheater.
Werner veranlasste 1958 die Einrichtung einer Autobücherei zur Literaturversorgung der Randgebiete Ost-Berlins. Er initiierte den Aufbau einer Phonothek im Jahr 1955, einer  Artothek und Diathek (Dia-Serien) 1969  sowie der ersten Linguathek (Sprachkurse auf Schallplatten und Tonbandkassetten) in der DDR im Jahr 1971.                                                                                    
1971 wurde Werner zum Oberbibliotheksrat ernannt. Er promovierte 1972 an der Humboldt-Universität Berlin.
Neben seiner Arbeit in der Stadtbibliothek war Werner auch als Hochschullehrer für Bibliotheksrecht tätig. Ab 1983 war er Professor am Institut für Bibliothekswissenschaft und wissenschaftliche Information der Humboldt-Universität.
Er war im Deutschen Bibliotheksverband der DDR tätig und wesentlich an der Inkraftsetzung der Bibliotheksverordnung und der Neugestaltung des Urheberrechts in der DDR beteiligt. Werner war Vorsitzender der Berliner  Goethe-Gesellschaft. Er wurde 1980 zum Vizepräsidenten der Internationalen Vereinigung der Musikbibliotheken, Musikarchive und Musikdokumentationszentren (AIBM) gewählt.
Sein Grab befindet sich auf dem Waldfriedhof Oberschöneweide in Berlin.

## Auszeichnungen
- 1968 Vaterländischer Verdienstorden in Bronze
- 1973 Goethe-Preis der Stadt Berlin
- 1980 Vaterländischer Verdienstorden in Silber
- 1986 Vaterländischer Verdienstorden in Gold

## Schriften
- Rechts-ABC für Bibliothekare. Leipzig 1975.